# Ruth Brown
Ruth Brown, nascuda Ruth Weston, (Portsmouth (Virgínia), 30 de gener de 1928 - Las Vegas, 17 de novembre de 2006) fou una cantant que va portar un estil de música popular al rhythm and blues en una sèrie de cançons d'èxit per a Atlantic Records en la dècada dels anys 1950.

## Biografia
El pare de Ruth Brown era un pastor que dirigia el cor d'església, però la jove Ruth mostrava més interès a cantar a USO espectacles i discoteques. El 1945, Brown s'escapava de casa seva a Portsmouth junt amb un trompetista, Jimmy Brown, amb qui aviat es va casar, per cantar en bars i clubs. Llavors passava un mes amb l'Orquestra de Lucky Millinder, però fou acomiadada després de portar begudes a la banda de franc, quedant-se encallada a Washington DC.
Blanche Calloway, la germana de Cab Calloway, també un cap de banda, arranjava un cabriolé per a Brown en un cabaret de Washington anomenat Cavernes de Cristall i aviat esdevindria el seu director. Willis Conover, un DJ local, la recomana als caps d'Atlantics Reords Ahmet Ertegun i Herba Abramson. Brown fou incapaç d'anar a l'audició, a causa d'un accident de cotxe seriós que la retingué a l'hospital nou mesos. El 1948, tanmateix, Ertegun i Abramson van conduir cap a Washington de Ciutat de Nova York per sentir-la cantar al club. Encara que el seu repertori eren balades populars principalment, Ertegun la va convèncer de canviar-se al rhythm and blues. Les seves produccions per a ella, tanmateix, retenien el seu estil "pop", amb arranjaments nets, frescos i amb poc del cantant de blues habitual.
En la seva primera audició, el 1949, va cantar "So Long", que s'acabaria convertint en un èxit. Això va ser seguit per "Teardropsin my Eyes" (1950), "I'll Wait for You" (1951), "I Know" (1951), "5-10-15 Hours" (1953), "(Mama) He Treats Your Daughter Mean" (1953), "Oh What a Dream" (1954), "Mambo Baby" (1954) and "Don't Deceive Me" (1960). També se la començava a conèixer com a Little Miss Rhytm i the girl with the teardrop in her voice. Amb tot, estigué al cim dels diagrames de R&B durant 149 setmanes de 1949 a 1955, amb 16 "top 10" discs de blues incloent-hi 5 números u, i es va convertir en l'artista més popular d'Atlàntic, amb nom propi a Atlantic records "La Casa que Ruth va construir."
Durant el 1960, Brown desaparegué de la vida pública per dedicar-se a ser mestressa de casa i mare, i només va retornar a la música el 1975 sota instància de Redd Foxx, seguit per una sèrie de cabriolés de comèdia, incloent-hi un paper en sitcom Hello, Larry i el John Waters pel·lícula Hairspray, així com guanyant un Premi Tony al Broadway per la seva actuació a Black and Blue i un Grammy pel seu àlbum Blues on Broadway, presentant èxits de la demostració. El 1993, fou escollida dins del R&B Hall of Fame, com La Reina Mare del Blues.

## Discografia
- 1956 Ruth Brown Sings Favorites
- 1957 Ruth Brown
- 1959 Late Date With Ruth Brown
- 1962 Along Comes Ruth
- 1962 Gospel Time
- 1964 Ruth Brown '65
- 1968 Fine Brown Frame
- 1969 Black Is Brown and Brown Is Beautiful
- 1970 You Don't Know Me
- 1980 Takin' Care of Business
- 1988 Have a Good Time [live]
- 1989 Blues on Broadway
- 1990 Brown, Black & Beautiful
- 1991 Fine and Mellow
- 1993 Songs of My Life
- 1996 Live in London
- 1997 R+B = Ruth Brown
- 1999 Good Day for the Blues